# Beatriz Enríquez de Arana
Beatriz Enríquez de Arana (* um 1465/67 vermutlich in Santa María de Trassierra, Provinz Córdoba, Spanien; † um 1521 ebenda) war die Geliebte von Christoph Kolumbus und Mutter von dessen zweitem Sohn, Fernando Kolumbus.

## Herkunft
Über die Lebensumstände von Beatriz Enríquez de Arana ist wenig bekannt. Sie stammte wohl aus einer baskischen Familie, die sich in Santa María de Trassiera in der spanischen Provinz Córdoba niedergelassen hatte. Die Familie besaß Häuser und Weingüter und hatte es damit zu vergleichsweise bescheidenem Wohlstand gebracht. 
Im Jahre 1471 verlor Beatriz beide Eltern und wuchs in der Stadt Córdoba im Hause von Verwandten auf. Die Tatsache, dass sie des Lesens und Schreibens kundig war, lässt darauf schließen, dass die Familie in gehobeneren Kreisen verkehrt haben dürfte und somit auch in Kontakt mit den dort ansässigen Italienern und Genuesern gestanden haben könnte.

## Córdoba: „Wilde Ehe“ mit Kolumbus
Um 1487 lernte sie im Hause ihrer Verwandten Christoph Kolumbus kennen, der sich gerade in Córdoba aufhielt und die dort weilenden Katholischen Könige von seinem Projekt einer Atlantiküberquerung überzeugen wollte. Aus der Liebesbeziehung der auffallend schönen jungen Frau und dem etwa 15 Jahre älteren Witwer ging im Jahr 1488 Sohn Fernando Kolumbus hervor. Während seines Aufenthalts in Córdoba lebte Kolumbus mit Beatriz zusammen und vertraute ihr vor seiner ersten Fahrt über den Atlantik sogar seinen Sohn Diego an, der aus seiner ersten Ehe mit Filipa de Perestrelo e Moniz stammte. Allerdings heiratete er Beatriz nicht. 
Später jedoch begleiteten Kolumbus zwei nahe Verwandte von Beatriz auf seinen Fahrten, auf der ersten ihr Cousin Diego de Arana, auf seiner dritten Fahrt ihr Neffe Pedro der Arana.

## Ende der Beziehung zu Kolumbus
Nach der Rückkehr von seiner ersten Reise im Jahre 1493 brach Kolumbus, mittlerweile ein gefeierter Held, die Beziehung zu Beatriz offensichtlich ab, denn von diesem Zeitpunkt an wird Beatriz in seinen schriftlichen Aufzeichnungen nur noch zweimal erwähnt. Seine beiden Söhne wurden aus ihrer Obhut genommen und als Pagen des Infanten Don Juan an den Hof von Königin Isabella I. geschickt. Ab 1502 ließ Kolumbus Beatriz eine jährliche Leibrente von 10.000 Maravedís anweisen, die von dieser allerdings nie eingefordert wurden. Erst kurz vor seinem Tod bat er seinen Sohn Diego in einem Brief „für Beatríz Enríquez, die Mutter meines Sohnes Don Hernando, Sorge zu tragen, sie mit den nötigen Mitteln zu versehen, dass sie davon würdig leben kann, denn sie ist ein Mensch, dem ich tief verpflichtet bin; dies soll zur Entlastung meines Gewissens geschehen, denn es drückt schwer auf meine Seele. Ausführlicher darüber zu sprechen ziemt sich hier nicht.“ Beatriz erhob jedoch niemals Anspruch auf ihr Erbe und erschien auch nicht zu Kolumbus’ Beerdigung. Sie überlebte ihn um knapp zwei Jahrzehnte.

## Warum Geliebte, nicht Ehefrau?
In der Wissenschaft wird viel über die Gründe spekuliert, warum der verwitwete Kolumbus seine ledige Geliebte nicht heiratete, da formal einer Eheschließung nichts im Wege gestanden hätte. Die meisten Forscher sind sich einig darin, dass der Grund hierfür in den bescheidenen Verhältnissen zu suchen ist, aus denen die potenzielle Braut stammte. Als Vizekönig, Admiral und Gouverneur hätte Kolumbus weit unter Stand geheiratet, gegen damals gültiges kastilisches Recht verstoßen und seinem Ansehen bei Hof enorm geschadet. Manche Verfechter einer jüdischen Abstammung Kolumbus’ hingegen sehen darin einen Beleg für ihre Theorie: Als Jude sei es Kolumbus unmöglich gewesen, die Angehörige eines anderen Glaubens zu ehelichen, sofern diese nicht von einer jüdischen Mutter abstammte. Auf Ablehnung stößt hingegen die Theorie, Beatriz habe es von vornherein nur auf Ruhm und Reichtum abgesehen und sei dem wesentlich älteren Mann untreu geworden, woraufhin dieser die Verbindung abgebrochen habe.